# Slayer
Slayer este o formație thrash metal, formată în Huntington Park, California, Statele Unite, în anul 1981 de către Tom Araya (chitară bas și voce), Kerry King (chitară), Jeff Hanneman (chitară) și Dave Lombardo (baterie).
Slayer, împreuna cu Metallica, Anthrax, Megadeth și Testament sunt considerați a fi pionierii thrash metalului, și au reușit până în prezent să vândă peste 15 milioane de albume la nivel mondial.

## Istorie
Formația Slayer a fost formată în 1981 de către Jeff Hannemann și Kerry King, pe atunci colegi de școală. Aceștia erau mari fani Iron Maiden, Motorhead, Venom și Judas Priest. Kerry King îl aduce și pe basistul Tom Araya, cu care a mai cântat în trecut. Aceștia îl găsesc și pe bateristul Dave Lombardo, după ce le-a livrat o pizza. Lombardo strângea bani pentru a-și cumpăra un set de tobe. În 1983, Brian Slagel se duce la un concert Slayer și le lasă și lor un loc pentru a înregistra o melodie pe compilația Metal Massacre. În 1983 aceștia realizează primul album care se numește Show no Mercy, cu influențe NWOBHM. În 1984 scot primul EP Haunting the Chapel, și spre sfârșit albumul live Live Undead. Acesta este de fapt o înregistrare de studio, cu niște înregistrări dintr-un club. Brian Slagel le propune să mai rămână la casa lui de discuri, deoarece primul album a avut un succes neașteptat. În 1985 trupa scoate albumul Hell awaits. Acesta este cel mai brutal album scos, cu versuri numai despre iad și Satana. În 1986 trupa se mută la casa de discuri Def Jam, care era destinată trupelor de rap și hip-hop. Rick Rubin a produs albumul. Reign in Blood este considerat un clasic care a influențat și trupe de death metal. Dave Lombardo a părăsit formația după acest album, fiind înlocuit de John Dette. Se va reîntoarce în 1987, și va mai înregistra albumele South of Heaven în 1988 și Seasons in the abyss în 1990. Dave Lombardo pleacă din formație în 1991. Decade of Aggression este ultimul album live scos cu Lombardo. Este înlocuit de Paul Bostaph din trupa Forbidden. În 1994 trupa scoate albumul Divine Intervention. Este primul album cu Paul Bostaph la baterie. În 1996 scot albumul Undisputed attitude, care este de fapt un album de cover-uri punk. În 1998 Diabolus in Musica este un album care aduce mult cu nu metal-ul. Din această cauză a fost un album criticat. În 2001 trupa scoate albumul God hates us all, ultimul album cu Bostaph la baterie. Acesta este înlocuit de Dave Lombardo. Trupa scoate albumele Christ Illusion și World Painted Blood.
Anul 2011 a marcat pentru Slayer împlinirea a 25 de ani de la lansarea albumului Reign In Blood, fiind considerat de mulți unul dintre cele mai influente albume din istoria Thrash Metal-ului. De asemenea, toboșarul Dave Lombardo a anunțat că au început să compună piese pentru un nou album. De asemenea, tot în 2011, la începutul anului mai exact, Jeff Hanneman a fost mușcat de un păianjen, contractând fasceită necrozantă, o infecție bacteriană rară, care poate distruge pielea și țesuturile moi de sub ea, acesta fiind obligat să ia o pauză, în ce privește activitatea cu Slayer. Totuși, în scurt timp starea lui Hanneman a început să se îmbunătățească, conform spuselor lui Tom Araya.
Pe data de 21 noiembrie 2011, trupa a anunțat faptul că au de gând să intre în studio în martie sau aprilie 2012. Ulterior au fost dezvăluite titlurile a două melodii : "Chasing Death" și "Implode".
Începutul anului 2013 este marcat de concedierea lui Dave Lombardo, fiind înlocuit temporar de Jon Dette. În mai a fost confirmat faptul că Lombardo nu mai face parte din Slayer, fiind a treia dată când acesta este scos din trupă, fiind în cele din urmă înlocuit de Paul Bostaph, care a cântat pe albumele Divine Intervention, Undisputed Attitude, Diabolus In Musica și God Hates Us All. 
O tragedie are loc în trupa Slayer, când, pe data de 2 mai 2013, chitaristul Jeff Hanneman se stinge din viață din cauza insuficienței hepatice, în timp ce se afla într-un spital local din Inland Empire, Sudul Californiei, cauza morții fiind ciroza. Kerry King a declarat ulterior : "Jeff va rămâne în mințile noastre pentru multă vreme. E păcat că nu poți face în așa fel încât astfel de evenimente nefericite să nu aibă loc. Dar vom continua - și el va fi cu noi." Totuși, solistul Tom Araya în momentul unei declarații părea nesigur de viitorul trupei, fiind de părere că fanii nu sunt pregătiți pentru o astfel de schimbare. Jeff Hanneman va rămâne în istorie ca și chitarist și compozitor al trupei Slayer, el fiind cel care a scris imnuri ale Thrash Metal-ului, precum "Raining Blood", "War Ensemble", "South Of Heaven", "Seasons In The Abyss" sau "Angel Of Death".
În aprilie 2014 a fost lansat single-ul "Implode", prima melodie lansată în 5 ani. Trupa a anunțat faptul că au semnat un contract cu casa de discuri germană Nuclear Blast și că vor lansa un nou album în anul 2015. Cel ce va interpreta partea de chitară a lui Hanneman este Gary Holt, chitaristul trupei Exodus. În iunie, Slayer a anunțat un turneu american de 17 concerte împreună cu Suicidal Tendencies și Exodus.

## Discografie

### Albume de studio
- Show No Mercy (1983)conține:

01)Evil Has No Boundaries;

02)The Antichrist;

03)Die By The Sword;

04)Fight Till Death;

05)Metal Storm/Face The Slayer;

06)Black Magic;

07)Tormentor;

08)The Final Command;

09)Cronics;

10)Show No Mercy.
- Hell Awaits (1985)conține:

01)Hell Awaits;

02)Kill Again;

03)At Down They Sleep;

04)Praise Of Death;

05)Necrophiliac;

06)Crypts Of Eternity;

07)Hardening Of The Arteries.
- Reign in Blood (1986)conține:

01)Angel Of Death;

02)Piece By Piece;

03)Necrophobic;

04)Altar Of Sacrafice;

05)Jesus Saves;

06)Criminally Insane;

07)Reborn;

08)Epidemic;

09)Postmortem;

10)Raining Blood;

11)Aggressive Perfector;

12)Criminally Insane (Remix).
- South of Heaven (1988)conține:

01)South Of Heaven; 

02)Silent Scream;

03)Live Undead;

04)Behind The Crooked Cross;

05)Mandatory Suicide;

06)Ghosts Of War;

07)Read Between The Lies;

08)Cleanse The Soul;

09)Dissident Aggressor;

10)Spill The Blood.
- Seasons in the Abyss (1990)conține:

01)War Ensemble;

02)Blood Red;

03)Spirit In Black;

04)Expendable Youth;

05)Dead Skin Mask;

06)Hallowed Point;

07)Skeletons Of Society;

08)Temptation;

09)Born Of Fire;

10)Seasons In The Abyss.
- Divine Intervention (1994)conține:

01)Killing Fields;

02)Sex. Murder. Art.;

03)Fictional Reality;

04)Dittohead;

05)Divine Intervention;

06)Circle Of Beliefs;

07)SS-3;

08)Serenity In Murder;

09)213;

10)Mind Control.
- Undisputed Attitude (1996)conține:

01)Disintegration / Free Money;

02)Verbal Abuse / Leeches;

03)Abolish Government / Superficial Love;

04)Can't Stand You;

05)Ddamm;

06)Gulity Of Being White;

07)I Hate You;

08)Filler / Don't Want To Hear It;

09)Spiritual Law;

10)Mr. Freeze;

11)Violent Pacification;

12)Richard Hung Himself;

13)I'm Gonna Be Your God;

14)Gemini;
- Diabolus in Musica (1998)conține:

01)Bitter Peace;

02)Death's Head;

03)Stain Of Mind;

04)Overt Enemy;

05)Perversions Of Pain;

06)Love To Hate;

07)Desire;

08)In The Name Of God;

09)Scrum;

10)Screaming From The Sky;

11)Point.
- God Hates Us All (2001)conține:

01)Darkness Of Christ;

02)Disciple;

03)God Send Death;

04)New Faith;

05)Cast Down;

06)Threshold;

07)Exile;

08)Seven Faces;

09)Bloodline;

10)Deviance;

11)Warzone;

12)Here Comes The Pain;

13)Payback.
- Christ Illusion (2006)conține:

01)Flesh Storm;

02)Catalyst;

03)Skeleton Christ;

04)Eyes Of The Insane;

05)Jihad;

06)Consfearacy;

07)Catatonic;

08)Black Serendade;

09)Cult;

10)Supremecist;

11)Warzone;

12)Final Six.
- World Painted Blood (2009)conține:

01)World Painted Blood;
02)Unit 731;
03)Snuff;
04)Beauty Through Order;
05)Hate Worldwide;
06)Public Display of Dismemberment;
07)Human Strain;
08)Americon;
09)Psychopathy Red;
10)Playing With Dolls;
11)Psychopathy Red (Explicit Live Version).
- Repentless(2015)conține:

1)Delusions of Saviour (instrumental) – 1:55
2)Repentless – 3:19
3)Take Control – 3:14
4)Vices – 3:32
5)Cast the First Stone – 3:43
6)When the Stillness Comes – 4:20
7)Chasing Death – 3:45
8)Implode – 3:49
9)Piano Wire (scris de Jeff Hanneman) – 2:49
10)Atrocity Vendor – 2:55
11)You Against You – 4:20
12)Pride in Prejudice – 4:14

### E.P.-uri
- Haunting the Chapel (1984)conține:

Chemical Warfare – 6:02
Captor of Sin – 3:29
Haunting the Chapel – 3:56
Re-issue bonus track:
Aggressive Perfector – 3:28
- Eternal Pyre (2006)conține:

Cult
War Ensemble (live)
Video în studio și în culise (material video)

### Albume Live
- Live Undead (1984)
- Decade of Aggression (1991)

### DVD/Casete VHS
- Live Intrusion (1995)
- War at the Warfield (2003)
- Still Reigning (2004)

## Componență

### Membri actuali
- Tom Araya - bas și voce (1982-prezent)
- Kerry King - chitară (1982-prezent)
- Jeff Hanneman - chitară (1982-2013)
- Dave Lombardo - baterie 1982-1986, 1987-1992, 2001-prezent)

### Foști membri
- Paul Bostaph - baterie (1986-1987)
- Jon Dette - baterie (1992-1996, 1997-2001)
- Tony Scaglione - baterie (1996-1997)